# جرمنیا (شرکت هواپیمایی)
جرمنیا (به آلمانی: Germania Fluggesellschaft mbH) یک شرکت هواپیمایی آلمانی بود که در تاریخ ۱۹۷۸ میلادی تأسیس شده و دفتر مرکزی آن در برلین، آلمان واقع شده‌است و قطب این شرکت هواپیمایی در فرودگاه برلین شونفلد قرار دارد و به ۴۲ مقصد، پرواز مستقیم انجام می‌داد.
این شرکت در تاریخ ۵ فوریه سال ۲۰۱۹ در حالی که هزاران تعهد بلیط فروخته شده به مسافران پروازهای دنیا داشت به علت عدم توانایی مالی اعلام ورشکستگی کرد.

## ناوگان هوایی

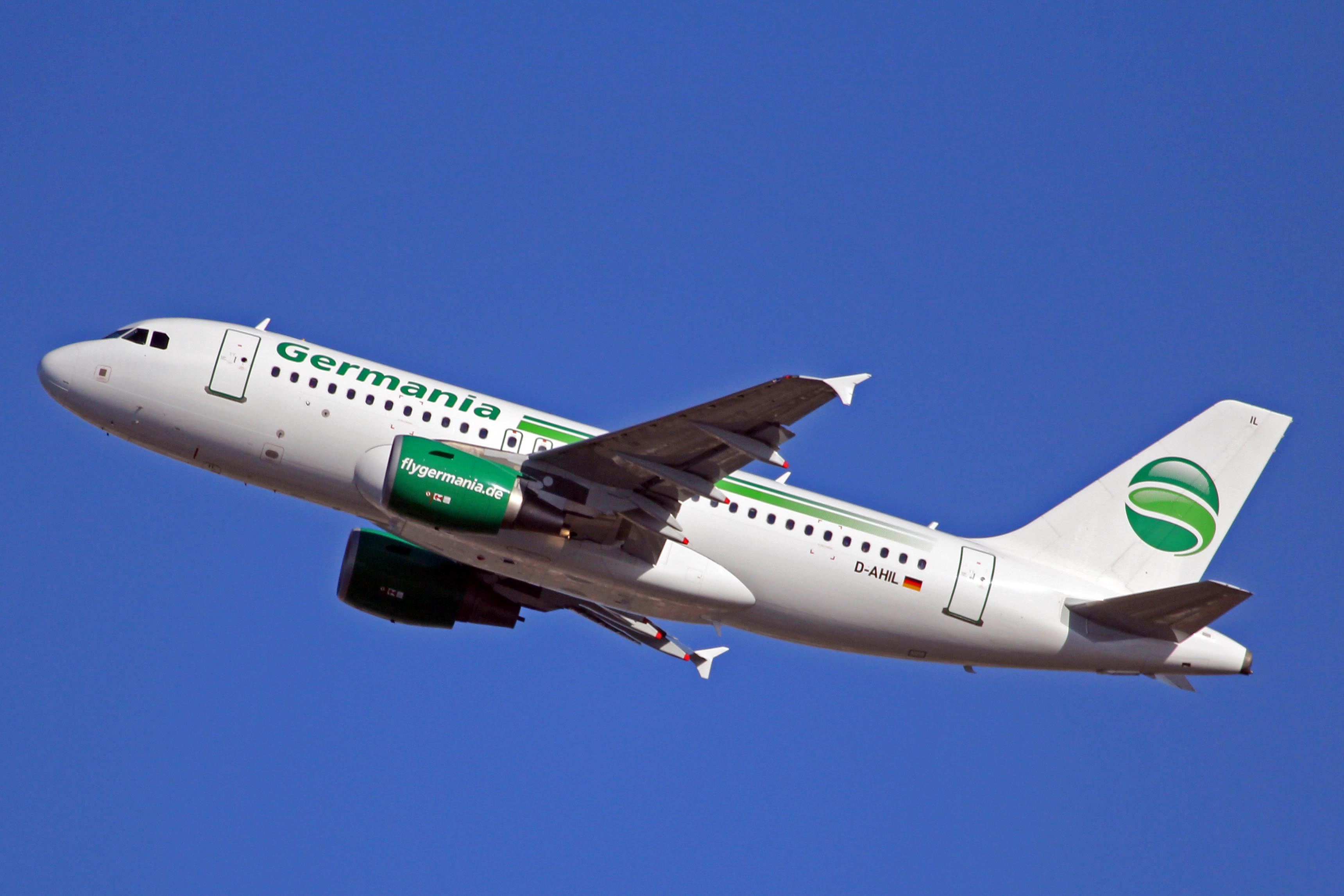
یک فروند خانواده ایرباس ای۳۲۰ جرمنیا.